# Ellen Alemany
Ellen Rose Alemany ( Nueva York, 27 de diciembre de 1955 ) es una ejecutiva y empresaria estadounidense. Vicepresidenta de First Citizens BancShares, con anterioridad fue presidenta del Grupo CIT. Fue incluida en 2020 en una lista de "mujeres más poderosas de la banca" publicada por American Banker. 

## Biografía
Alemany se crio en Nueva York, hija de inmigrantes italianos que tenían una licorería. Se graduó en literatura inglesa por la Universidad de Bridgeport. Tras sus estudios, trabajó en el departamento legal de IBM y más tarde en Chase Manhattan Bank, donde trabajó en ingeniería de procesos mientras asistía a la escuela de negocios de posgrado por las tardes.  En efecto, recibió un MBA por la Universidad de Fordham con especialización en finanzas en 1980. Completó su programa de prácticas en Chase Manhattan Bank en 1981. Tiene doctorados honorarios por la Universidad Bryant y la Universidad de Fordham. 

## Trayectoria
De 1977 a 1987, Alemany trabajó en el Chase Bank.  En 1987, Alemany se unió a Citibank y ocupó varios puestos, entre ellos el de directora ejecutiva de Servicios de Transacciones Globales, vicepresidenta ejecutiva del Grupo de Negocios Comerciales, que incluye a CitiCapital, el Grupo de Mercados Comerciales y el Grupo de Bienes Raíces Comerciales. Alemany se unió a RBS Americas como presidenta y directora ejecutiva en 2007. En 2008, Alemany fue nombrada directora ejecutiva de RBS Citizens Financial Group, del que fue nombrada presidenta y directora ejecutiva en 2009. También fue miembro del comité ejecutivo del Royal Bank of Scotland Group, un ejecutivo de nueve miembros. También se desempeñó como presidenta y directora ejecutiva de CitiCapital. En octubre de 2013, se retiró como presidenta y directora ejecutiva de RBS Citizens Financial Group y RBS Americas. 
En abril de 2016 dejó su estatus de jubilada para convertirse en directora ejecutiva de CIT Group, y se convirtió en presidenta en mayo de 2016.  La empresa se centró en las actividades principales y se deshizo de las subsidiarias no rentables. Se le ha atribuido un aumento en el número de ejecutivas en la empresa.
En 2020, First Citizens BancShares acordó comprar CIT por 2.200 millones de dólares y le ofreció a Alemany un puesto como vicepresidenta, con un salario de 1 millón de dólares y un bono garantizado de casi 6,9 millones de dólares al año, condicionado a que permaneciera en la empresa durante dos años.
Alemany fue representante del primer Distrito en el Consejo Asesor Federal de 2008 a 2010.  y ha sido miembro de la junta directiva del Centro para el Descubrimiento desde 2008,  de Procesamiento Automático de Datos desde 2012, de Fidelity National Information Services desde 2014, de Operation HOPE desde 2015  y de Dun & Bradstreet desde 2021.

## Vida personal
Está casada con Joaquin Alemany y tienen tres hijos, entre ellos Jackie Alemany.

## Distinciones
- 2007 - Incluida en la lista de Treasury and Risk entr las 100 personas más influyentes en finanzas.[29][30][31][32]
- 2013 - Premio American Banker a la trayectoria.[33]
- 2017 – Incluida entre las mujeres más poderosas del sector bancario según American Banker.[34][35][36]
- 2019 – Premio al mérito del Women's Bond Club [37][38]
- 2019 – Incluida en la lista de American Banker.[39]
- 2021 – Incluida en la lista de Crain's New York Business.[40]